# 世田谷区立烏山中学校
世田谷区立烏山中学校（せたがやくりつからすやまちゅうがっこう）は東京都世田谷区南烏山に所在する日本の公立中学校。主に俗称として『烏中』（からちゅう）が用いられる。

## 概要
世田谷区北烏山・南烏山の一部及び、上北沢5丁目の一部が学区である。世田谷区でもっとも西北に位置し、学校自体が学区の南端にあるため、学区の一部からの通学には40分近く要する地区もある。なお、上北沢5丁目の一部は同校学区の飛地であり、通学路は杉並区を経由する。
所在地は東京都世田谷区南烏山4丁目26番1号。北側に甲州街道、東側に松葉通、西側に烏山交番通、南側は住宅地でその南に旧甲州街道が走る。「樺色」の新校舎が甲州街道（国道20号）から見える他、児童館などの区施設と共用しているため、温水プールやテニスコートなどを備える。
生徒数は約500名。基本的に生徒は烏山北小学校・給田小学校・武蔵丘小学校の卒業生であるが、給田小学校の卒業生の一部が上祖師谷中学校に入学する学区もある。また、烏山小学校の卒業生も一部入学する。
部活動と行事が盛んで、毎年2学期10月・11月頃に行われる合唱コンクールにも力を入れている。

## 新校舎に伴う越境とその後の越境規制
2004年の新校舎建設に当たり生徒はプレハブ校舎の使用を強いられ、この年度までの工期中、学区内小学校からの烏山中学校進学率が低下したが、2004年4月の新校舎開校年度から人気が急上昇し、本来上祖師谷中学校区域などの地区に住む生徒が多く烏山中学校に越境した。しかし最近の越境規制の強化に伴いここ数年は学区外からの越境がほぼ不可能となり、近隣中学との進学者数バランスが戻りつつある。
烏山中学校は世田谷区の最北端西北に位置するため、校舎が学区の最南端に存在し、区内最北端（烏山通り北端など）からの通学時間が1時間近くなり、逆に甲州街道近辺に住む生徒が最寄である烏山中学に進学できず上祖師谷中学に進学を強いられる問題があり越境規制は烏山近隣住民には地理的に不合理にならざるを得ない。

### 最寄駅
- 京王線
  - 千歳烏山駅 - 徒歩約7分
  - 芦花公園駅 - 徒歩約15分

## 沿革
- 1947年 - 烏山小学校内に制定
- 1948年 - 独立校舎完成
- 2004年 - 新校舎に移転（敷地は同じ）

## 部活動
- 演劇
- 吹奏楽
- 卓球
- 家庭科
- 男女バスケットボール
- 美術
- 野球
- 陸上
- 剣道
- 女子バドミントン
- 男子バドミントン
- 男女ソフトテニス
- サッカー
- 女子バレー

特に陸上部、バドミントン部、バスケットボール部は都内の大会に出場することが多い。吹奏楽部も2011年・2013年・2014年・2015年に金賞を受賞している。また、演劇部は7年連続区大会で生徒賞を受賞している。2015年は都大会出場、2016年は都大会推進奨励校に選ばれた。女子バレーボール部も2019年に都大会ベスト32を果たしている。

## 評価
外部評価調査では統計調査で生徒の学校に対する評価が高く、特に行事に対する関心だけは保護者・地域からも高い。しかし、授業のみで十分な学力が養えるかという質問に対しては70%近くが「思わない｣と回答している（烏山中学校: 外部調査の報告より）。

## 著名な出身者
- 三谷幸喜
- 反田恭平
- 石元太一
- 金子大毅